# La drôlesse
La drôlesse è un film del 1979 diretto da Jacques Doillon.